# Heronidrilus fastigiatus
Heronidrilus fastigiatus är en ringmaskart som beskrevs av Erséus och Clara Octavia Jamieson 1981. Heronidrilus fastigiatus ingår i släktet Heronidrilus och familjen glattmaskar. Inga underarter finns listade i Catalogue of Life.